# Česká Metuje
Česká Metuje är en ort i Tjeckien. Den ligger i den nordöstra delen av landet, 130 km öster om huvudstaden Prag. Česká Metuje ligger 444 meter över havet och antalet invånare är 312.
Terrängen runt Česká Metuje är varierad. Runt Česká Metuje är det ganska tätbefolkat, med 149 invånare per kvadratkilometer. Närmaste större samhälle är Trutnov, 18,9 km väster om Česká Metuje. Omgivningarna runt Česká Metuje är en mosaik av jordbruksmark och naturlig växtlighet.